# Baeodon
Baeodon is een geslacht van zoogdieren uit de familie van de gladneuzen (Vespertilionidae). De wetenschappelijke naam van het geslacht werd in 1906 gepubliceerd door Gerrit Smith Miller Jr.

## Soorten
Er worden 2 soorten in dit geslacht geplaatst:
- Baeodon alleni (O. Thomas, 1892)
- Baeodon gracilis (G. S. Miller, 1897)